# Entoloma inops
Entoloma inops är en svampart som beskrevs av E. Horak 2008. Entoloma inops ingår i släktet Entoloma och familjen Entolomataceae.   Inga underarter finns listade i Catalogue of Life.